# Otara (fleuve)
Le fleuve Otara  (anglais : Otara River) est un cours d’eau se trouve dans le nord de l’Île du Nord de la Nouvelle-Zélande dans le District d'Opotiki dans la Région de la Baie de l’Abondance.

## Géographie
Il s’écoule vers le nord sur 35 km, atteignant la mer au niveau de la ville d’Opotiki dans l’est de la Baie de l’Abondance. Il partage son estuaire avec le fleuve Waioeka.